# Ворожнеча Гетфілдів та Маккоїв

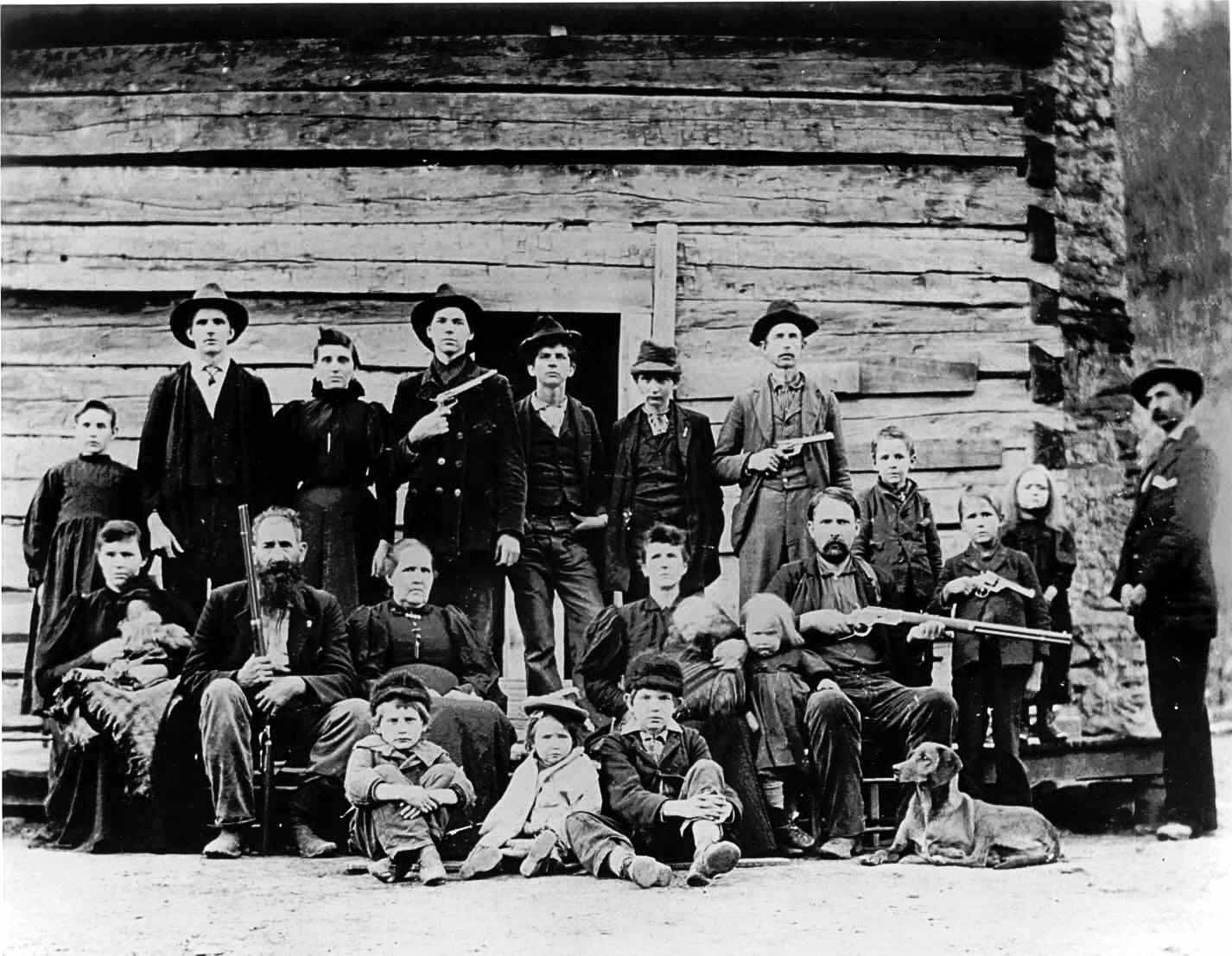
Клан Гетфілдів у 1897 році

Ворожнеча Гетфілдів та Маккоїв (1878—1891) — протистояння двох американських родин, які проживали на кордоні штатів Західна Вірджинія та Кентуккі, в районі Туг-Форк, притоці річки Біг-Сенді-Рівер. Клан Гетфілдів із Західної Вірджинії очолював Вільям Андерсон Гетфілд на прізвисько «Диявол Енс», а Маккоїв з Кентуккі — Рендольф Маккой на прізвисько «Старий Рендл». Обидві родини походили від Іфрейма Гетфілда (1765) та Вільяма Маккоя (1750) відповідно. Під час ворожнечі було вбито майже півтора десятки членів обох родин. 

## Історія конфлікту
Перше напруження між родинами виникло під час Громадянської війни, коли сім'я Маккоїв підримала армію Півночі (один з Маккоїв, Аса Гармон, навіть вступив до армії Союзу), в той час як Гетфілди були на боці Півдня. Після повернення Гармона з військової служби, невідомі обстріляли його. Гармон сховався в печері неподалік, куди його раб щодня приносив йому їжу та речі першої необхідності. 7 січня 1865 Гармона знайшли по слідах раба на снігу і вбили. Спочатку у вбивстві запідозріли лідера «Ризикованих із Логану» (група колишніх солдат армії КША) Вільяма «Диявола Енса» Гетфілда, але він був хворий у день вбивства. В результаті далі підозр справа не зайшла і ніхто не був притягнутий до суду.
Через 13 років, у 1878 році, Флойд Гетфілд, двоюрідний брат Диявола Енса і Рендольф Маккой почали суперечку через прав на свиню (насічки на вухах якої були схожі на клейма обох кланів). Справа дійшла до суду. Біллі Стейтон, який був далеким родичем обох сімей, дав свідчення на користь Гетфілдів і суддя ухвалив рішення на користь Флойда Хетфілда. Через два роки брати Сем і Періс Маккої спровокували бійку та підстрелили Стейтона, але були виправдані в суді, оскільки суддя вирішив що вони діяли в рамках самооборони.
Ворожнеча загострилася після того, як Розанна Маккой пішла з родини, щоб жити з сином «Диявола Енса» Джонсоном Гетфілдом. Пізніше дівчина повернулася додому, але коли пара спробувала відновити стосунки, Маккої схопили Джонсона за звинуваченням в бутлегерстві та порушенні законів Кентуккі. Вирішивши врятувати коханого, Розанна вночі вирушила в Західну Вірджинію і попередила Хетфілд про арешт їхнього родича. Наступного дня родичі Джонсона напали на Маккоїв, які везли арештованого до суду округу Пайквілл, і звільнили його. Згодом Джонсон Гетфілд кинув вагітну Розанну. У 1881 році дівчину видали заміж за її двоюрідного брата.
У 1882 році Елісон Гетфілд, брат «Диявола Енса», намагався розборонити звичайну бійку в салуні, де на нього з ножами кидаються три брати старшого Маккоя. Пізніше шериф нарахував на тілі Гетфілда 26 ран, він помер тієї ж ночі. Заарештованих братів спочатку повезли у Пайквілль, але розлючені родичі наздогнали конвой шерифа, прив'язали Маккоїв до дерева і нашпигували кулями (після розправи у кожному з братів знайшли не менше по півсотні куль).
Свого піку ворожнеча досягла у «Новорічну нічну різанину» 1 січня 1888 року, коли вночі декілька членів родини Гетфілдів очолювані Джимом Венсом оточили будинок Маккоїв і розстріляли сплячих членів родини, після чого підпалили дім. Рендольфу Маккою, який був головною ціллю вбивць, вдалось втекти, його дружину скалічили, а маленьку доньку та сина жорстоко вбили. Смерть дітей нарешті сколихнула владу. Губернатор Кентуккі пригрозив вторгненням ополчення в Західну Вірджинію. Під цим тиском вісім Гетфілдів було заарештовано та екстрадовано. Рішенням Верховного суду сімох з них довічно відправили за ґрати, а одного повісили.
Загалом у період між 1880 по 1891 роками з обох родин загинуло понад десяток осіб і ще не менше 10 було поранено. Ситуація з родинами отримала такий галас, що губернатор Західної Вірджинії навіть погрожував, що поліція штату вторгнеться в Кентуккі. У відповідь губернатор Кентуккі Бакнер відправив генерал-ад'ютанта Сема Гілла в округ Пайк, щоб розібратися в ситуації.
Після страти Еллісона Маунтса ворожнеча між обома родинами пішла на спад. Остаточно вона завершилася після суду над Джонсоном Гетфілдом у 1901 році.
У 2003 році нащадки Гетфілдів та Маккоїв підписали символічне перемир’я, яке транслювалося по телебаченню в прямому ефірі.

## Культурний вплив

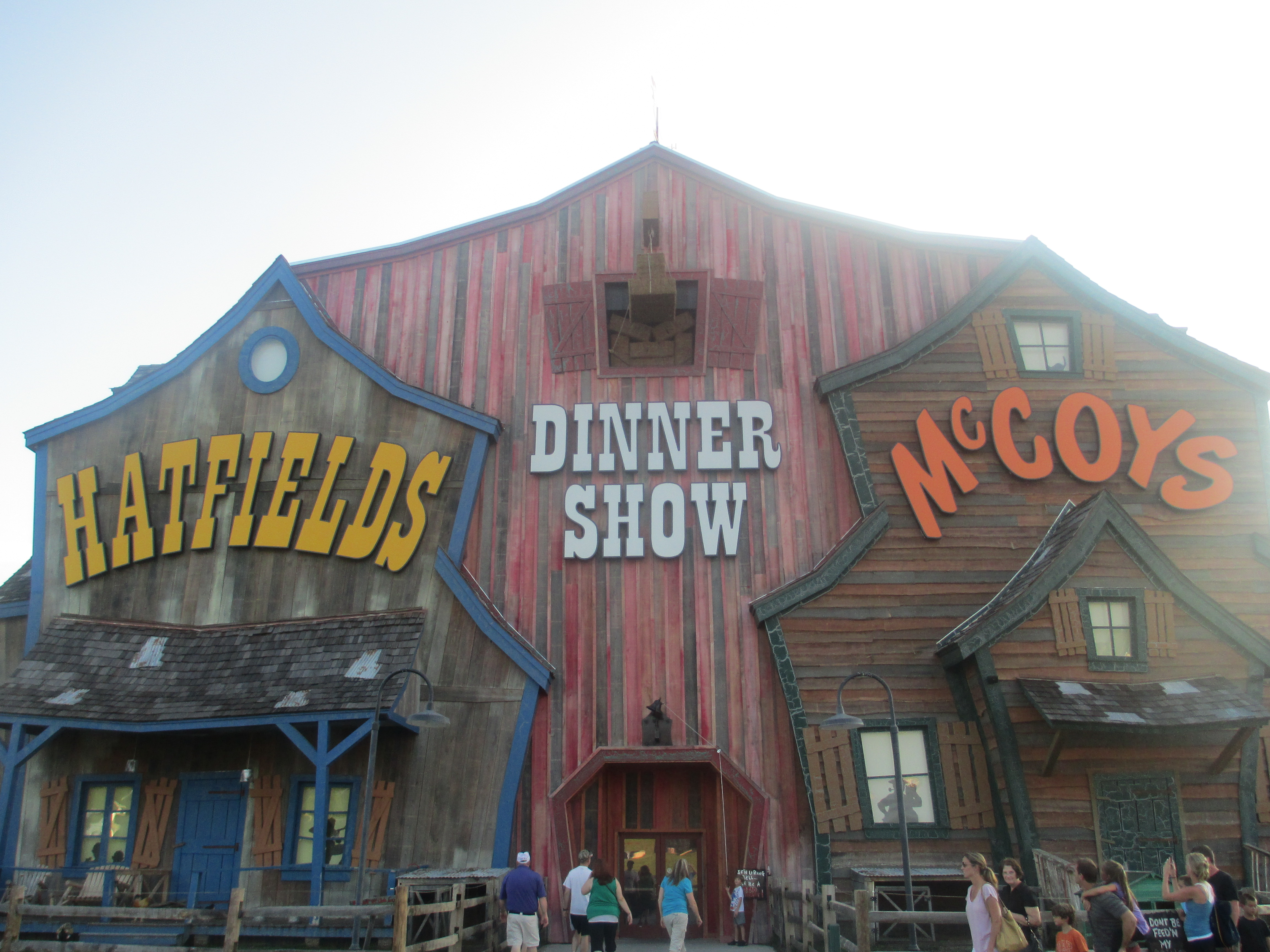
Ворожнеча Гетфілдів та Маккоїв у музичному комедійному шоу в Піджен-Фордж, Теннессі

Протистояння міцно увійшло в американський фольклор і стало загальним визначенням будь-якої серйозної ворожнечі якихось двох груп.
Гетфілди та Маккої стали прототипами родин Гренжерфордів та Шефердсонів у повісті Марка Твена «Пригоди Гекльберрі Фінна».
У 1949 році про ворожнечу було знято фільм «Розанна Маккой» з Фарлі Грейнджером, Річардом Бейсхардом та Чарльзом Бікфордом.
У 2012 році було знято міні-серіал «Гетфілди та Маккої» за участю Кевіна Костнера, Білла Пекстона, Тома Беренджера та ін. Серіал було номіновано на 16 категорій премії «Еммі», з яких він виграв 5 .
У мультсеріалі «My Little Pony: Дружба — це диво» в серії «The Hooffields and McColts» присутня аллюзія на ворожнечу Гетфілдів та Маккоїв. 